# Justicia dallarii
Justicia dallarii är en akantusväxtart som beskrevs av Adriano Fiori. Justicia dallarii ingår i släktet Justicia och familjen akantusväxter. Inga underarter finns listade i Catalogue of Life.